# Phare de Blockhouse Point
Le phare de Blockhouse Point est un phare actif situé sur le côté ouest de l'entrée du port de Charlottetown dans le Comté de Queens (Province de l'Île-du-Prince-Édouard), au Canada. Il se trouve juste avant le lieu historique national de Port-la-Joye-Fort-Amherst.
Ce phare est géré par la Garde côtière canadienne .
Il a été reconnu édifice fédéral du patrimoine le 5 septembre 1991 par le bureau d'examen des édifices fédéraux du patrimoine canadien.

## Histoire
En 1856, une petite structure de signalisation maritime a été installée sur ce site. Un an après l'adhésion de l'Île-du-Prince-Édouard à la Confédération du Canada en 1873, il a été proposé de construire un nouveau phare car l'ancien était en mauvais état. Une nouvelle tour en bois, attachée à une maison d'habitation, a été mise en service en 1876. C'est la deuxième plus vieille station de signalisation de l'île. Il est automatisé depuis 1962.

## Description
Le phare est une tour pyramidale en bois de 12 m de haut, avec une galerie carrée et d'une lanterne carrée peintes en rouge. La tour est attenante à une grande maison blanche de gardiens de deux étages. Son feu à occultations émet, à une hauteur focale de 17 m, un long éclat blanc toutes les 4 secondes. Sa portée nominale est de 18 milles nautiques (environ 33 km).

Identifiant : ARLHS : CAN-046 - Admiralty : H-1008 - NGA : 8236 - CCG : 0993 .

## Caractéristique duFeu maritime
Fréquence : 4 secondes (W)
- Lumière : 3 secondes
- Obscurité : 1 seconde

|                  |
| Blockhouse Point |